# Grand appartement du roi

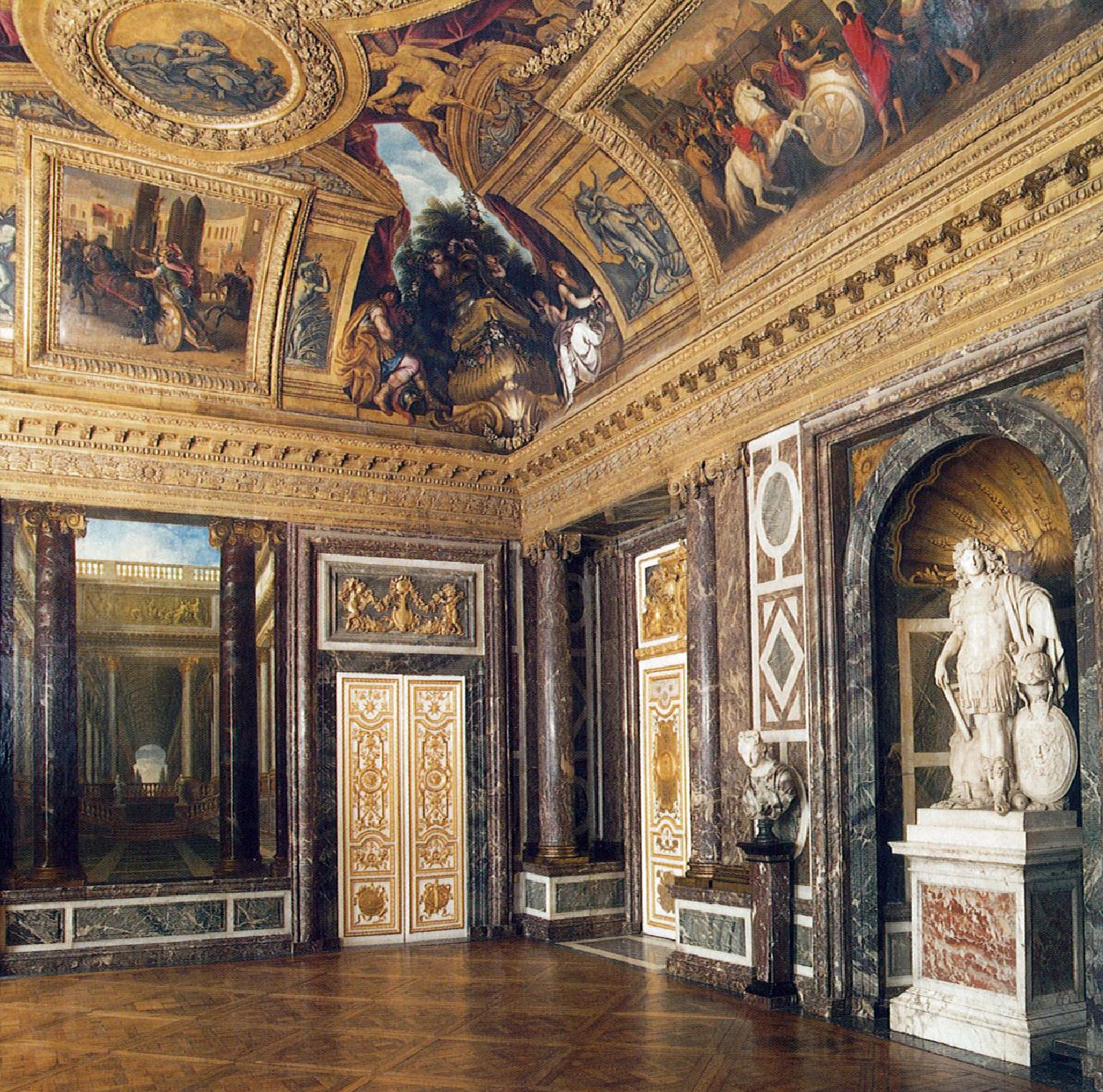
Il Salone di Venere.

Il Grand appartement du Roi è una infilata di sette stanze della Reggia di Versailles concepite in origine per essere destinate ad alloggio del re e in seguito impiegate come principali spazi di rappresentanza.

## Storia
Il progetto di Le Vau prevedeva per gli appartamenti del re un'infilata di sette stanze, ciascuna dedicata a uno dei pianeti a cui era associato il nome di una divinità romana. La pianificazione delle stanze seguiva lo schema eliocentrico attorniando il Salone di Apollo. Il salon d'Apollon originariamente era stato progettato per essere la camera da letto del re, ma venne poi sfruttato come sala del trono. Durante il regno di Luigi XIV (e sino al 1689) qui si trovava un solido trono d'argento su un tappeto persiano.
La disposizione delle sale era la seguente:
- Salone di Diana (Diana, divinità romana della caccia; associata alla Luna)[2]
- Salone di Marte (Marte, divinità romana della guerra, associato al pianeta Marte)
- Salone di Mercurio (Mercurio, divinità romana del commercio e delle arti liberali; associato al pianeta Mercurio)
- Salone di Apollo (Apollo, divinità romana delle arti, associato al Sole)
- Salone di Giove (Giove, divinità romana della legge e dell'ordine, associato al pianeta Giove)
- Salone di Saturno (Saturno, divinità romana dell'agricoltura e della raccolta; associato al pianeta Saturno)
- Salone di Venere (Venere, divinità romana dell'amore e della bellezza; associata al pianeta Venere)

La configurazione del grand appartement du roi era conforme al disegno convenzionale dei palazzi dell'epoca, ma Luigi XIV seppe ad ogni modo dare un proprio gusto personale ai suoi appartamenti, trasferendo la propria camera da letto poi in quella che fu la stanza di suo padre giudicando la sala di Apollo troppo fredda per l'esposizione a nord. Egli trasformò così i grand appartement du roi in locali di rappresentanza.
Le sale vennero decorate da Charles Le Brun ed illustrano chiaramente influenze italiane, in particolare riprendendo stilemi cari a Pietro da Cortona presso il quale Le Brun aveva studiato a Firenze. Le Brun venne influenzato pesantemente dal da Cortona e da Palazzo Pitti e contribuì anche indirettamente a creare il cosiddetto stile Luigi XIV a Versailles. Lo stile a quadratura dei soffitti evocava chiaramente la Sala dei Pianeti di Palazzo Pitti a Firenze anche se Le Brun diede allo schema nel suo complesso un aspetto più elaborato. Nella sua pubblicazione del 1674 sugli appartamenti regi a Versailles, André Félibien descrisse le scene dipinte sui soffitti delle sale come "eroiche azioni del re", sottolineando come le figure presenti di Augusto, Alessandro Magno e Ciro il Grande alludano chiaramente a Luigi XIV. Ad esempio, nel salone di Apollo, l'affresco "Augusto costruisce il porto di Miseno" dipinto nel 1674 da Charles de La Fosse allude alla costruzione del porto di La Rochelle; o ancora nel salone di Mercurio l'affresco “Tolomeo II Filadelfo nella sua biblioteca” ad opera di Jean-Baptiste de Champaigne riporta l'episodio dell'istituzione della Biblioteca di Alessandria ad opera di Tolomeo II Filadelfo e corrisponde allegoricamente all'espansione della Bibliothèque du roi ad opera di Luigi XIV. A completare le decorazioni degli appartamenti vi era mobilio in argento massiccio che qui rimase sino alla Guerra della Lega di Augusta del 1689 quando Luigi XIV ordinò di inviare tale mobilio dalla zecca per essere fuse al fine i coprire i costi della guerra.
Il piano originale di Le Vau per i grand appartement du roi ebbe corta vita. Con l'inaugurazione delle tre campagne di costruzione che soppressero la terrazza che collegava gli appartamenti del re e della regina, il Salone di Giove e il Salone di Venere per la costruzione della Galleria degli Specchi. Gli elementi decorativi del Salone di Giove vennero rimossi e riutilizzati per decorare la salle des gardes de la reine; e gli elementi decorativi del primo Salone di Venere vennero riutilizzati nel nuovo Salone di Venere dove si trovano ancora oggi.
Dal 1678 sino alla fine del regno di Luigi XIV i grand appartement du roi venivano utilizzati per il ricevimento degli ospiti a corte e degli ambasciatori e come tale ogni stanza assunse una funzione specifica:
- Salone di Venere: banchetti con cibo e bevande per gli ospiti.
- Salone di Diana: sala da biliardo.
- Salone di Marte: sala da ballo.
- Salone di Mercurio: sala per il gioco delle carte.
- Salone di Apollo: sala della musica.

Nel XVIII secolo sotto il regno di Luigi XV, i grand appartement du roi vennero espansi a includere il Salone dell'Abbondanza - formalmente vestibolo d'entrata dei petit appartement du roi – ed il Salone d'Ercole - occupante il livello della tribuna della cappella del palazzo.